# Пронин, Сергей Васильевич
Сергей Васильевич Пронин (14 января 1972, Армянск, Крымская область) — украинский футболист, защитник и полузащитник, тренер.

## Биография
Воспитанник футбольных секций г. Армянска. На взрослом уровне начинал играть в местной команде «Синтез», становился чемпионом Крыма (1991).
В профессиональном футболе дебютировал летом 1992 года в клубе второй лиги Украины «Явор» (Краснополье). Провёл в этом клубе чуть более трёх сезонов, сыграв более 90 матчей. Победитель зонального турнира второй лиги (1994/95).
Осенью 1995 года выступал в России за клуб второго дивизиона «Спартак» (Нальчик), сыграл 13 матчей. Победитель зоны «Запад» второго дивизиона 1995 года.
В начале 1996 года перешёл в львовские «Карпаты». Дебютный матч в высшей лиге Украины сыграл 13 марта 1996 года против «Волыни», проведя на поле все 90 минут. Однако закрепиться в основном составе клуба не смог. Всего провёл в высшей лиге 5 матчей, из них только два — полностью, и летом того же года покинул клуб.
Сезон 1996/97 годов провёл в первой лиге в составе «Волыни», а затем четыре сезона играл за «Нефтяник» (Ахтырка), первые три сезона — в первой лиге, а последний — во второй, где стал победителем зонального турнира (2000/01). За клуб из Ахтырки сыграл более 100 матчей. В 29-летнем возрасте завершил профессиональную карьеру.
После завершения игровой карьеры несколько лет работал инструктором-методистом в тренерском штабе «Явора» (Краснополье). С 2005 года работал детским тренером в УОР г. Симферополя, а с 2016 года — в УОР Краснолесье. С командой УОР участвовал во взрослых соревнованиях (вторая лига чемпионата и Кубок Крыма). В 2017 году назначен тренером юношеской сборной Крыма (2000 г.р.). Среди его воспитанников — Артур Новотрясов.
Окончил Симферопольский государственный университет им. В. М. Фрунзе, факультет физического воспитания (1996).